# 白水細螢金花蟲
白水細螢金花蟲（学名：Phyllobrotica shirozui）为金花蟲科細螢金花蟲屬下的一个种。